# Момасе
Момасе (англ. Momase Region) — один из четырёх регионов Папуа — Новой Гвинеи.
Включает в себя 4 провинции:
- Восточный Сепик
- Маданг
- Моробе
- Сандаун